# Athlītikos Omilos Platania Chaniōn 2017-2018
Questa voce raccoglie le informazioni riguardanti l'Athlītikos Omilos Platania Chaniōn nelle competizioni ufficiali della stagione 2017-2018.

## Rosa
| N. |                           | Ruolo | Calciatore                |
| -- | ------------------------- | ----- | ------------------------- |
| 2  | Palestina (bandiera)      | D     | Saado Abdel Salam Fouflia |
| 4  | Serbia (bandiera)         | C     | Filip Stanisavljević      |
| 5  | Grecia (bandiera)         | D     | Chrīstos Karypidīs        |
| 6  | Francia (bandiera)        | C     | Pierrick Cros             |
| 7  | Ucraina (bandiera)        | A     | Jevhen Budnik             |
| 8  | Grecia (bandiera)         | D     | Vasileios Pliatsikas      |
| 9  | Polonia (bandiera)        | A     | Piotr Grzelczak           |
| 10 | RD del Congo (bandiera)   | A     | Clarck N'Sikulu           |
| 11 | Montenegro (bandiera)     | C     | Miloš Stojčev             |
| 13 | Grecia (bandiera)         | C     | Dimitrios Skouloudakis    |
| 14 | Grecia (bandiera)         | C     | Manolis Patralis          |
| 16 | Albania (bandiera)        | C     | Renato Ziko               |
| 17 | Rep. del Congo (bandiera) | D     | Clévid Dikamona           |

| N. |                    | Ruolo | Calciatore           |
| -- | ------------------ | ----- | -------------------- |
| 20 | Grecia (bandiera)  | C     | Vasilīs Aggelopoulos |
| 21 | Grecia (bandiera)  | P     | Dimitrios Kasotakis  |
| 25 | Grecia (bandiera)  | D     | Giannis Stathis      |
| 27 | Brasile (bandiera) | D     | Vanderson (capitano) |
| 30 | Francia (bandiera) | P     | David Oberhauser     |
| 33 | Grecia (bandiera)  | C     | Nikolaos Korovesīs   |
| 34 | Ucraina (bandiera) | D     | Vitalij Pryndeta     |
| 39 | Grecia (bandiera)  | C     | Giannis Papanikolaou |
| 40 | Grecia (bandiera)  | C     | Elini Dīmoutsos      |
| 45 | Grecia (bandiera)  | C     | Gurjinder Singh      |
| 55 | Grecia (bandiera)  | D     | Dīmītrīs Stamou      |
| 90 | Spagna (bandiera)  | C     | Dídac Devesa         |
| 92 | Grecia (bandiera)  | P     | Antonis Kokkalas     |